# Alonso de Ojeda (Moguer)
Alonso de Ojeda (Moguer, siglo XV – Honduras, siglo XVI) fue un conquistador y encomendero español.

## Biografía
Nacido en Moguer a finales del siglo XV, en 1511 participó en la conquista de Cuba, según afirma Bartolomé de Las Casas. También participó en las expediciones de Fernández de Córdoba y de Juan de Grijalva al Yucatán. Posteriormente se unió a la hueste de Hernán Cortés y participó en la conquista de Nueva España, con una destacada participación en las batallas de la región de Texcoco.
Jugó un papel fundamental en las relaciones que se establecieron con los indios aliados de Tlaxcala. Su papel de intermediador con los nativos le permitió comandar a 200.000 indios durante el asedio de Tenochtitlán y que estos participaran en la construcción de los bergantines que participaron en la toma de la capital. Después fue con Gonzalo de Sandoval a la campaña de conquista de los huastecas, y en 1524 participó como capitán de Francisco de las Casas en la conquista de Honduras. Con posterioridad obtuvo una encomienda en Tiltepec, donde vivió con su mujer Ana de Arcos y con la que tuvo siete hijos. Murió en fecha desconocida.